# Salles-et-Pratviel
Salles-et-Pratviel är en kommun i departementet Haute-Garonne i regionen Occitanien i södra Frankrike. Kommunen ligger i kantonen Bagnères-de-Luchon som tillhör arrondissementet Saint-Gaudens. År 2022 hade Salles-et-Pratviel 127 invånare.

## Befolkningsutveckling
Antalet invånare i kommunen Salles-et-Pratviel
Referens:INSEE